# Freikorps
Als Freikorps oder Freiwilligenkorps (von französisch corps ‚Körper(schaft)‘; aus lateinisch corpus ‚Körper‘) wurden bis zum Anfang des 20. Jahrhunderts paramilitärische Einheiten unabhängig von ihrer nationalen Herkunft benannt. Im deutschen Sprachraum wurden erstmals im 18. Jahrhundert unter der Bezeichnung „Freikorps“ Frei-Regimenter aus einheimischen Freiwilligen, gegnerischen Überläufern, Deserteuren und Straffälligen aufgestellt. Die mitunter exotisch ausgerüsteten Truppen dienten als Infanterie und Kavallerie, seltener als Artillerie. Teils nur in Kompaniestärke, teils bis zu mehrere tausend Mann stark, existierten auch aus verschiedenen Waffengattungen zusammengesetzte gemischte Verbände bzw. Legionen. Das preußische Freikorps von Kleist umfasste Infanterie, Jäger, Dragoner und Husaren. Die französischen Volontaires de Saxe vereinten Ulanen und Dragoner.

## Geschichte

### Im 18. Jahrhundert
Eine erste Hochphase erlebten die Freiformationen im Österreichischen Erbfolgekrieg und vor allem im Siebenjährigen Krieg, als Frankreich und Preußen, aber auch der Habsburgermonarchie an einer Ausweitung des Kleinen Krieges und einer Schonung der regulären Regimenter gelegen war. Auch im letzten Kabinettskrieg, dem Bayerischen Erbfolgekrieg, wurden 1778 Frei-Formationen errichtet. Vor allem Deutsche, Ungarn, Polen, Litauer und Südslawen, aber auch Türken, Tataren und Kosaken waren bei sämtlichen Kriegsparteien als vermeintlich von Natur aus erprobte Kämpfer geschätzt. Die Herkunft vieler Soldaten lässt sich heute nicht mehr zweifelsfrei entschlüsseln, da die ethnische Herkunft in den Regimentslisten oft ungenau beschrieben wurde. Slawen wurden oft als „Ungarn“ oder „Kroaten“ bezeichnet, moslemische Rekruten (Albaner, Bosnier, Tataren) als „Türken“.
Für Preußen waren die Panduren und Kroaten durchaus Vorbild für die Organisation derartiger Freitruppen. Friedrich II. schuf vor allem zwischen 1756 und 1758 14 Frei-Infanterie-Einheiten, die für diejenigen attraktiv sein sollten, die zwar Lust am militärischen „Abenteuer“ hatten, aber von militärischem Drill frei sein wollten. Hiervon unterschieden werden die erst ab 1759 für die letzten Kriegsjahre gebildeten „Frei-Corps“, die ebenfalls unabhängig operierten und durch überraschende Angriffe den Feind störten. Im Gegensatz zur Frei-Infanterie bestanden sie aus mehreren Waffengattungen (etwa Infanterie, Husaren, Dragoner, Jäger) und wurden gemeinsam eingesetzt. Sie wurden vielfach zur Abwehr der Panduren Maria Theresias eingesetzt. Im Zeitalter der Lineartaktik hatten sich leichte Truppen für Vorposten-, Sicherungs- und Aufklärungsaufgaben erforderlich gemacht. Im Laufe des Krieges wurden mehrere solcher Freicorps aufgestellt, insgesamt acht:
- Frei-Corps Trümbach (Voluntaires de Prusse) (F I)
- Frei-Corps Kleist (F II)
- Frei-Dragoner Glasenapp (F III)
- Frei-Corps Schony (F IV)
- Frei-Corps Gschray (F V)
- Frei-Husaren Bauer (F VI)
- Légion Britannique (F V – vom Kurfürstentum Braunschweig-Lüneburg)
- Volontaires Auxiliaires (F VI).[2]

Da sie mit Ausnahmen als undiszipliniert und wenig kampfstark galten, wurden sie für nachrangige Wach- und Garnisonsdienste verwendet. Im sogenannten Kleinen Krieg störten Freikorps in Guerillaaktionen die Nachschublinien des Gegners. Im Fall der Gefangennahme liefen ihre Angehörigen Gefahr, als irreguläre Kämpfer getötet zu werden. In Preußen wurden die Freikorps, die Friedrich II. als „Geschmeiß“ verachtete, aufgelöst. Ihre Soldaten hatten keinen Anspruch auf Pensions- oder Invalidengelder.
In Frankreich existierten viele Corps bis 1776 fort. Dann wurden sie als Jäger-Schwadronen den regulären Dragoner-Regimentern angegliedert. Österreich rekrutierte während der Französischen Revolutionskriege diverse Freikorps slawischer Herkunft. Das Österreichisch-Steirische Freikorps Wurmser kämpfte im Elsass. Der Kampfwert der sechs Wiener Freikorps (rund 37.000 Infanteristen und Kavalleristen) war dagegen gering. Einen Sonderfall stellten die Grenzregimenter aus Kroaten und Serben dar, die dauerhaft an der österreichisch-osmanischen Grenze standen.
Während des bayrischen Erbfolgekrieges wurden auf preußischer Seite noch einmal vier Freikorps aufgestellt, die nach ihren jeweiligen Führern benannt waren: Hordt, Schlichten, Münster und Pollitz.

### Zur Zeit der napoleonischen Kriege in Deutschland (1806–1815)
Freikorps im modernen Sinne entstanden in Deutschland im Laufe der Napoleonischen Kriege. Sie kämpften weniger zum Broterwerb als vielmehr aus patriotischen Motiven. Im Preußisch-Französischen Krieg bildeten sich nach den verlorenen Schlachten bei Jena und Auerstedt im Rücken der bis nach Ostpreußen vordringenden Franzosen preußische Freikorps, unter denen die von Ferdinand von Schill, Eugen von Hirschfeld und Reinhold von Krockow die bedeutendsten waren. Nachdem Napoleon I. die deutschen Staaten entweder erobert oder zur Kollaboration gezwungen hatten, kam es 1809 zur Erhebung Österreichs. Zu dessen aktiven Unterstützern im übrigen Deutschland wurden Freischaren von Wilhelm von Dörnbergs, erneut von Schill und die Schwarze Schar unter Friedrich Wilhelm von Braunschweig-Lüneburg-Oels. Im Befreiungskrieg von 1813/14 trat das Lützowsche Freikorps hervor. Zu den Freikorps gesellten sich vielfach national eingestellte Bürger und Studenten. Hierzu wollte Friedrich Ludwig Jahn die Turner als Guerilla-Kämpfer (die kurz zuvor in Spanien im Kampf gegen Napoleon erfunden worden waren) ausbilden, um sie den Freikorps zuzuführen.

### Zwischen 1815 und 1871
Auch in der Folgezeit wurden mit unterschiedlichem Erfolg Freikorps aufgestellt.
Während der Märzunruhen 1848 wurden in München Studentenfreikorps aufgestellt.
Im Schleswig-Holsteinischen Krieg von 1848 zeichneten sich die Freikorps von der Tann, Zastrow und andere aus.
In Mexiko bildeten die Franzosen 1864 so genannte Contreguerrillas unter dem ehemaligen preußischen Husarenoffizier Milson. In Italien bildete Garibaldi seine berühmten Freischaren, unter ihnen besonders den „Zug der Tausend“, der 1860 auf Sizilien landete.
Bereits vor dem Deutsch-Französischen Krieg 1870/71 entwickelten sich in Frankreich Freikorps, die sich Franc-tireurs nannten.

### Nach dem Ersten Weltkrieg (1918–1923)

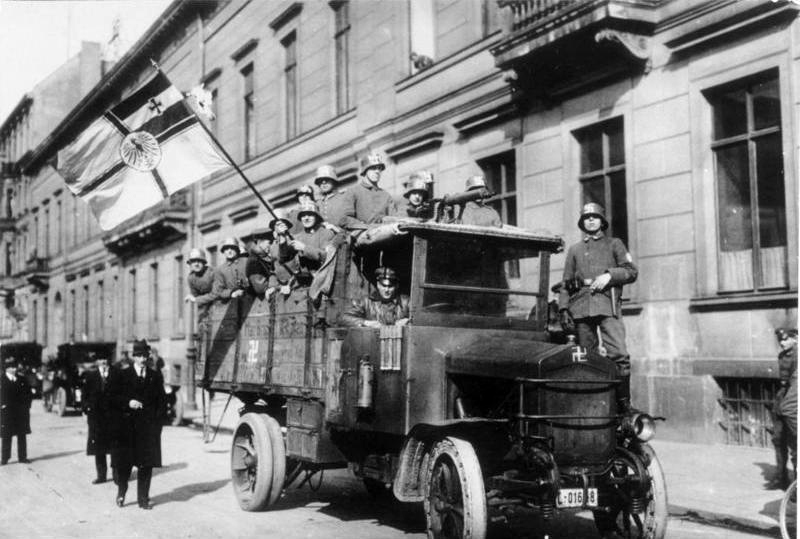
Angehörige der Marine-Brigade Ehrhardt während des Kapp-Putsches

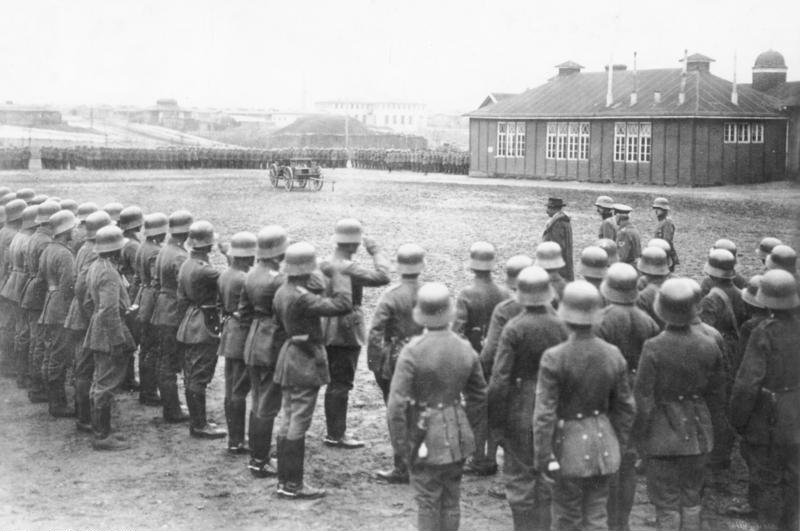
Reichswehrminister Noske besichtigt das Freikorps Hülsen in Berlin im Januar 1919

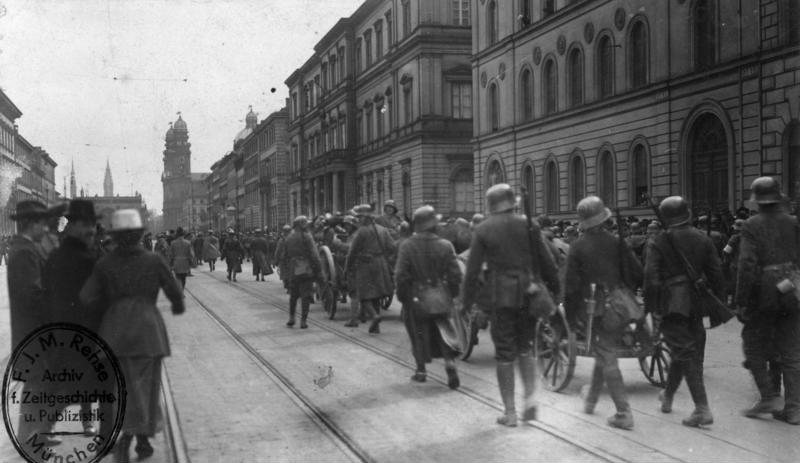
Die Garde-Kavallerie-Schützen-Division zieht nach Zerschlagung der Münchner Räterepublik in die Stadt ein

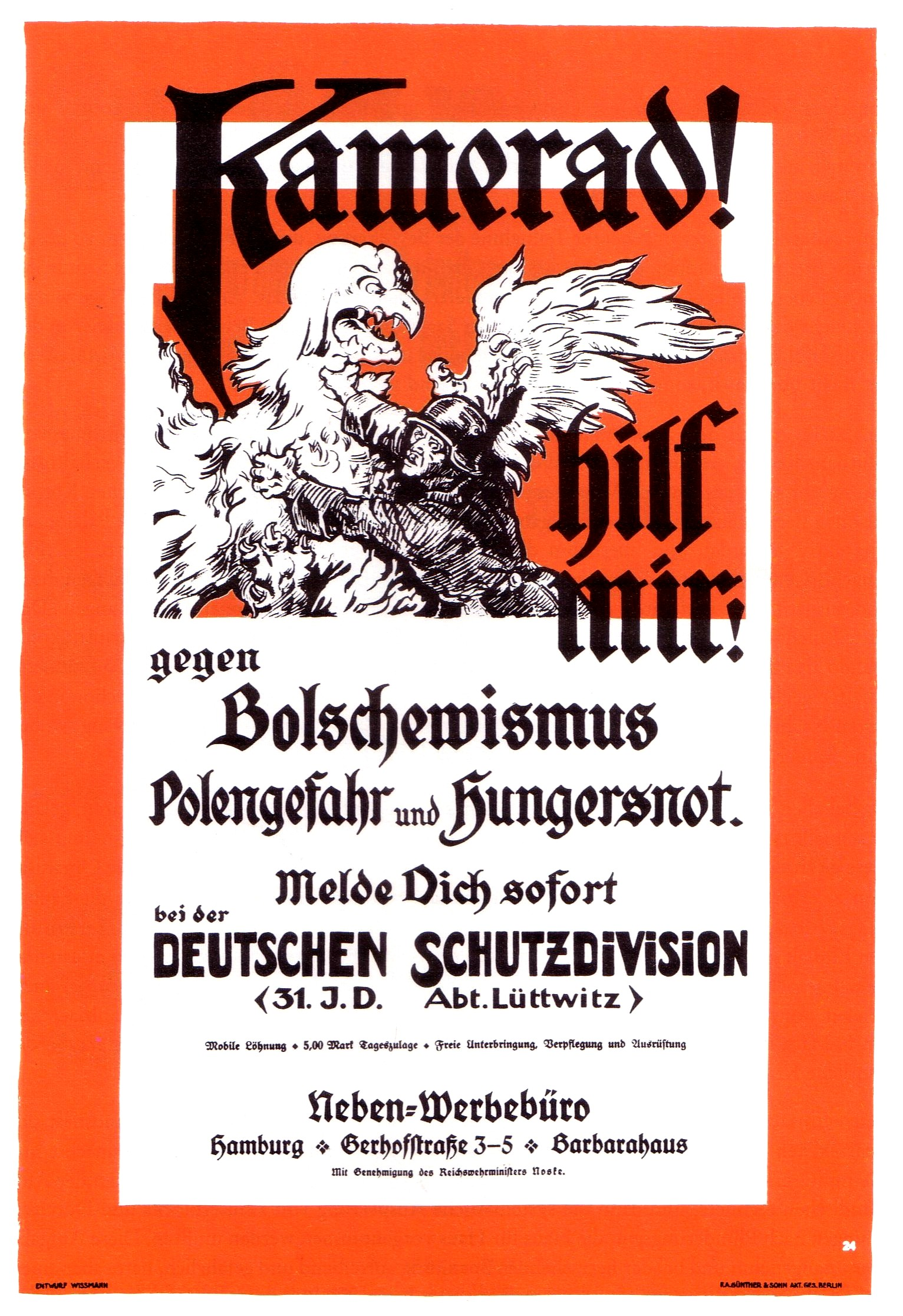
Plakat der Deutschen Schutzdivision (1919)

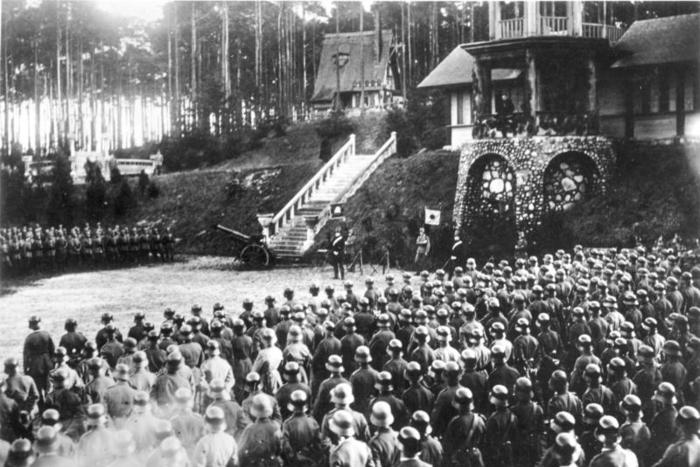
Jahrestag-Feier des Freikorps Lützow in Zossen 1920

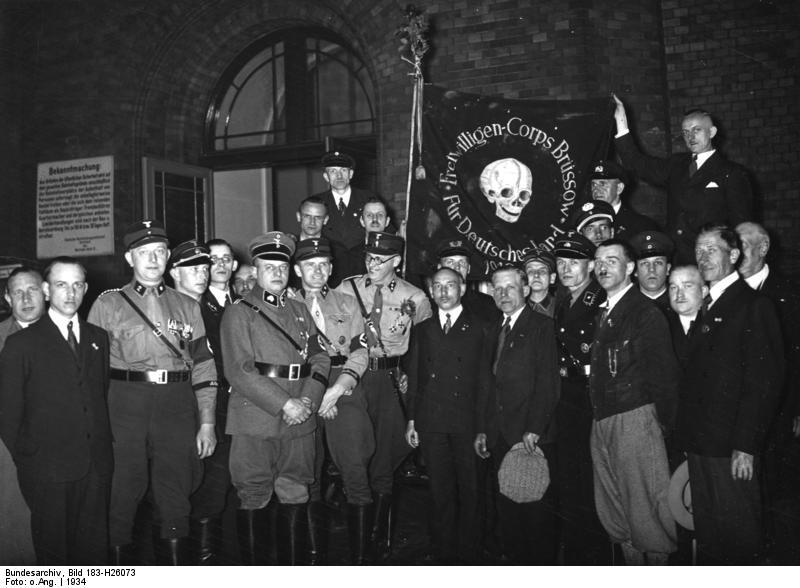
Fahnen-Zeremonie des ehemaligen Freikorps Brüssow, 1934 in Berlin. Unter den Teilnehmern sind mehrere Mitglieder der Sturmabteilung in Uniform

Als im Herbst 1918 die aussichtslose Lage des Deutschen Reichs im Ersten Weltkrieg offensichtlich wurde und die Regierung unter Reichskanzler Max von Baden sich um die Aufnahme von Waffenstillstandsverhandlungen bemühte, kam es, beginnend mit dem Kieler Matrosenaufstand, zu Meutereien, die sich zu revolutionären Aufständen wandelten. Am 9. November 1918 verkündete Reichskanzler Max von Baden eigenmächtig die Abdankung Kaiser Wilhelms II. und übergab die Regierungsgewalt an den Sozialdemokraten Friedrich Ebert. Am selben Tag rief der Sozialdemokrat Philipp Scheidemann die deutsche Republik aus; zwei Stunden später rief Karl Liebknecht, der Führer des kommunistischen Spartakusbundes, die sozialistische Republik aus, die sich an Sowjetrussland orientieren sollte. Scheidemann und Ebert wünschten den Neuaufbau Deutschlands auf demokratisch-parlamentarischer Grundlage und bildeten mit der Unabhängigen Sozialdemokratischen Partei Deutschlands den Rat der Volksbeauftragten als Übergangsregierung, die bis zu allgemeinen Wahlen herrschen sollte.
Da der von Friedrich Ebert geführte Rat der Volksbeauftragten über keine militärischen Machtmittel verfügte, verband er sich mit der noch bestehenden Obersten Heeresleitung und wollte mit den zurückzuführenden Fronttruppen die Lage stabilisieren. Allerdings lösten sich die meisten der zurückgeführten Truppen in der Heimat schnell auf, teilweise unter dem Einfluss revolutionärer Kräfte. Man ging daher dazu über, aus den zurückgeführten Divisionen bis auf die Kader alle Soldaten zu entlassen und sie mit Freiwilligen aufzufüllen. Daneben wurde von meist jüngeren Frontoffizieren, aber auch von Privaten, die Aufstellung von Truppenverbänden aus ehemaligen Soldaten und ungedienten Freiwilligen vorangetrieben. Diese Verbände wurden Freikorps genannt.
Diese Freikorps bekämpften im Auftrag des Rates der Volksbeauftragten und der Reichsregierung die linksradikalen Aufstände und sicherten die Grenzen im Osten des Deutschen Reiches. Sie kämpften 1919 auch im Baltikum mit zeitweiliger Unterstützung Großbritanniens gegen vordringende sowjetrussische Truppen sowie gegen die zuerst mit den Deutschen verbündeten Esten und Letten. Von April bis Mai 1919 waren die Freikorps auch maßgeblich an der besonders blutigen Niederschlagung der Münchner Räterepublik beteiligt.
Nach Gunther Mai gab es in der Frühphase der Weimarer Republik etwa 365 Freikorps von sehr unterschiedlichem Charakter: Rund 75 % der Mitglieder waren nicht älter als 25 Jahre und ledig. Der Frontkämpfergeneration (geboren zwischen 1880 und 1899) gehörten 64 % an, der Kriegsjugend (geboren zwischen 1900 und 1910) 32 %. Etwa 60 % entstammten der Arbeiterschaft, 4 % waren Offiziere und 3 % Studenten oder andere Freiwillige, die teilweise Landsknechten ähnelten. Da die Vielzahl der verschiedenen militärischen Verbände, die zwar alle den militärischen Kommandobehörden des Reiches unterstanden, in ihrer inneren Gliederung und insbesondere auch in ihrer politischen Grundeinstellung vollkommen verschieden waren, war die militärische Führung bestrebt, eine Vereinheitlichung zu erreichen. Am 6. März 1919 wurde das „Gesetz über die Vorläufige Reichswehr“ verkündet und die bestehenden militärischen Verbände – darunter auch die Freikorps  – nach und nach in die zu bildenden Brigaden der Reichswehr überführt. Die Vorläufige Reichswehr umfasste rund 400.000 Mann. Der Erlass des Reichswehrministers Noske verfügte darüber hinaus am 27. Mai 1919, dass die Verbände, deren Übernahme in die Vorläufige Reichswehr nicht geplant war, von den Militärbehörden zur Dienstleistung nicht mehr herangezogen werden durften. Aufgrund der Bestimmungen des Vertrags von Versailles durfte die Weimarer Republik zum Stichtag 1. Januar 1921 nur noch ein Heer von 100.000 Mann unterhalten. Somit mussten die militärischen Verbände schrittweise abgerüstet werden. Dagegen rührte sich Widerstand in den Reihen derer, die von Entlassung bedroht waren. Dies und andere Gründe führten Mitte März 1920 zum Kapp-Putsch, der aber infolge eines Generalstreiks und der Weigerung der Beamten, den Anordnungen der Putschisten zu gehorchen, nach 5 Tagen in sich zusammenbrach.
Die Geschichte der Freikorps endete somit im März 1920. Die nicht in die Reichswehr übernommenen Verbände bildeten meist sogenannte Wehrverbände oder fanden ein Unterkommen bei paramilitärischen Verbänden, etwa beim Stahlhelm oder der SA. Die Nachfolgegruppen der Freikorps waren in den Einwohnerwehren aktiv, kämpften etwa im Selbstschutz Oberschlesien während der Oberschlesischen Aufstände und waren in der Weimarer Republik für eine Reihe von politischen Morden verantwortlich. Zu den bekanntesten Opfern zählen die von Offizieren der Garde-Kavallerie-Schützen-Division Mitte Januar 1919 ermordeten Mitbegründer der Kommunistischen Partei Deutschlands, Rosa Luxemburg und Karl Liebknecht. Zudem ermordeten Mitglieder der aufgelösten Marine-Brigade Ehrhardt, die sich in der Organisation Consul formierten, am 26. August 1921 den ehemaligen Finanzminister Matthias Erzberger und am 24. Juni 1922 den amtierenden Reichsaußenminister Walther Rathenau. Zwischen 1918 und 1922 wurden 354 Menschen durch Angehörige der Freikorps ermordet.
Eine Besonderheit stellte die Technische Nothilfe (TN) dar, eine aus der Technischen Abteilung der Garde-Kavallerie-Schützen-Division und ähnlichen technischen Gruppen der Freikorps hervorgegangene halbstaatliche Einrichtung beim Reichsministerium des Innern. Sie wurde zuerst zur Bekämpfung von Streiks in lebenswichtigen Betrieben und zu deren Funktionieren eingesetzt. Im Gegensatz zu den bewaffneten Freikorps existierte sie weit über das unruhige erste Jahrfünft der Weimarer Republik hinaus bis 1945. Die Arbeitsweise und Organisation der TN waren 1950 Vorbild für das Technische Hilfswerk.
Nicht mit den Freikorps verwechselt werden dürfen militärische oder paramilitärische Verbände der Weimarer Republik, die ihre Aufstellung auf eine andere Grundlage zurückführen:
- Volkswehren
- Sicherheitswehren und -regimenter
- Zeitfreiwilligen-Verbände
- Selbstschutztruppen (wie z. B. der Selbstschutz Oberschlesien – Spezialpolizei des Oberschlesischen Selbstschutz, Sturmkompanie Koppe)
- Einwohnerwehren (wie z. B. die Organisation Escherich (Orgesch), Organisation Kanzler)
- die Schwarze Reichswehr
- Wehrverbände wie der Wehrwolf
- Geheimorganisationen wie die Organisation Consul

Auch gehören Verbände wie die Baltische Landeswehr, die Westrussische Befreiungsarmee, das Baltenregiment oder die Deutsche Legion nicht zu den deutschen Freikorps, wenn auch Deutsche als Einzelpersonen oder in geschlossenen Formationen in ihnen aktiv waren.

## Bekannte Freikorps
- Österreichischer Erbfolgekrieg, Siebenjähriger Krieg
  - Chasseurs de Fischer (Fischersche Jäger) unter Johann Christian Fischer (frz.)
  - Volontaires de Saxe (Freiwillige des Marschalls Moritz von Sachsen) (frz.)

- Siebenjähriger Krieg
  - Freikorps von Kleist (preußisch)
  - Frei-Regiment Franciscus Le Noble (preußisch)
  - Freikorps von Schony (preußisch)

- Französische Revolutionskriege
  - Freikorps Odonel (österreichisch-serbisch)
  - Freikorps Wurmser (österreichisch-kroatisch)

- Napoleonische Kriege
  - Freikorps Schill
  - Freikorps Hirschfeld
  - Freikorps Krockow
  - Schillsche Jäger
  - Freikorps Katte
  - Schwarze Schar
  - Russisch-Deutsche Legion (DRL)
  - Lützowsches Freikorps
  - Hellwigsches Freikorps
  - Ausländer-Bataillon von Reuß
  - Freiwilliges Feldjäger-Korps von Schmidt

- Weimarer Republik
  - 1. Marine-Brigade
  - Marine-Brigade Ehrhardt
  - Marine-Brigade von Loewenfeld
  - Freikorps Bahrenfeld
  - Freikorps Epp
  - Freikorps Hacketau
  - Freikorps Hasse / Reichswehrregiment Hasse
  - Freikorps Haßfurther
  - Freikorps Hülsen
  - Freikorps Landshut
  - Freischar Lautenbacher
  - Freikorps Lichtschlag
  - Freikorps Lüttwitz (Generalkommando Lüttwitz)
  - Freikorps Lützow
  - Freikorps Oberland
  - Freikorps von Petersdorff
  - Freikorps Schwarze Jäger
  - Freikorps Schulz
  - Freikorps Severin
  - Freiwilliges Landesjägerkorps (Freikorps Maercker)
  - Freiwilliges Landesschützenkorps (Freikorps Roeder)
  - Garde-Landesschützen-Korps von Neufville
  - Ostpreußisches Freiwilligenkorps
  - Korps Lettow
  - Detachement von Randow
  - Eiserne Division
  - Sturmabteilung Roßbach
  - Regiment Potsdam
  - Regiment Reichstag
  - Freiwilligen-Regiment Reinhard
  - Freikorps Werdenfels
  - Schutztruppe Bug (ab März 1919 Brigade Olita)
- Zeit des Nationalsozialismus
  - Sudetendeutsches Freikorps
  - Freikorps Sauerland

## Bekannte Freikorpsführer und -mitglieder

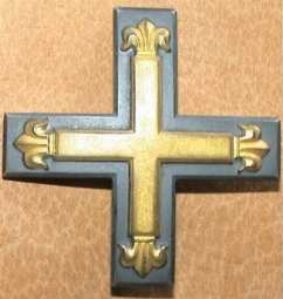
Baltenkreuz

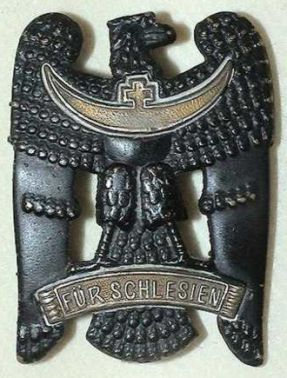
Schlesischer Adler

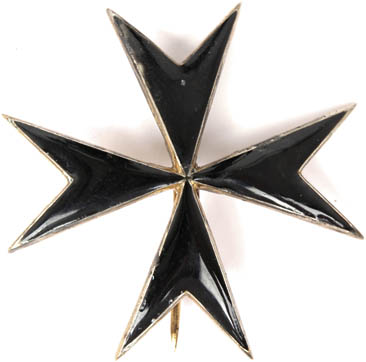
Deutschritter-Kreuz (Randow-Kreuz)

| - Lothar von Arnauld de la Perière - Hubertus von Aulock - Pawel Michailowitsch Bermondt-Awaloff - Erich Balla - Heinrich Bennecke - Rudolf Berthold - Josef Bischoff - Cordt von Brandis - Bruno Ernst Buchrucker - Franz Büchner (Jagdflieger) - Wilhelm Canaris - Walter Caspari - Oluf Christensen - Eduard Dietl - Heinrich Graf zu Dohna-Schlobitten - Nikolaus Graf zu Dohna-Schlodien - Hermann Ehrhardt - Joseph von Eichendorff - Eugen von Engelhardt - Franz von Epp - Georg Escherich - Siegfried Graf zu Eulenburg-Wicken - Wilhelm Faupel - Hermann Fischer - Alfred Fletcher - Hans Frank - Karl Hermann Frank - Otto Gabcke - Daniel Gerth - Rüdiger Graf von der Goltz - Otto Haas - Ernst Hasse - Heinz Oskar Hauenstein - Hans-Joachim Haupt - Hans Hayn | - Rudolf Heß - Edmund Heines - Friedrich Wilhelm Heinz - Peter von Heydebreck - Konstantin Hierl - Heinrich Himmler - Karl Hoefer - Ernst Horadam - Bernhard von Hülsen - Dietrich von Jagow - Karl Jackstien - Friedrich Ludwig Jahn - Hans Jauch - Leo von Jena - Rudolf Kanzler - Erwin Kern - Eugen von Kessel - Manfred von Killinger - Martin Kirschbaum - Hans Ulrich Klintzsch - Robert von Klüber - Theodor Körner - Fritz von Kraußer - Hermann Kriebel - Kurt Kühme - Paul von Lettow-Vorbeck - Otto Lichtschlag - Wilfried von Loewenfeld - Walther von Lüttwitz - Georg Maercker - Hans Baron Manteuffel-Szoege - Hasso von Manteuffel - Otto Marloh - Walter Eberhard Freiherr von Medem - Paul Moder | - Georg von Neufville - Martin Niemöller - Ludwig Oestreicher - Burghard von Oven - Waldemar Pabst - Hans Constantin Paulssen - Horst von Petersdorff - Franz Pfeffer von Salomon - Hartmut Plaas - Karl von Plehwe - Alfred von Randow - Hermann Recknagel - Wilhelm Reinhard - Dietrich von Roeder - Ernst Röhm - Gerhard Roßbach - Gotthard Sachsenberg - Ernst von Salomon - Albert Leo Schlageter - Heinrich Schulz - Paul Schulz - Siegfried Schulz - Hermann Souchon - Walther Stennes - Franz von Stephani - Hyazinth Graf Strachwitz - Gregor Strasser - Otto Strasser - Ernst Werner Techow - Hans Gerd Techow - Heinrich Tillessen - Karl Tillessen - Joseph Veltjens - Herbert Volck - Otto Wagener - Rudolf Höß |

## Freikorpsauszeichnungen
Für die Kämpfer der Freikorps wurden zahlreiche verschiedene Orden und Auszeichnungen verliehen. Nur zwei, das Baltenkreuz und der Schlesische Adler, erhielten eine staatliche Tragegenehmigung.

## Filme
- Henker, Frauen und Soldaten
- Menschen ohne Vaterland
- Ernst Thälmann – Sohn seiner Klasse
- Als Martin vierzehn war (DDR 1964, Drehbuch/Regie: Walter Beck)
- Der Fangschuß
- Die letzte Front – Defenders of Riga